# Damallsvenskan
La Damallsvenskan è una competizione calcistica svedese, massimo livello del campionato nazionale riservato al calcio femminile ed equivalente all'Allsvenskan riservato alle formazioni maschili e dal quale la denominazione prende spunto. Per la stagione 2024-25 la Damallsvenskan è il settimo campionato di calcio femminile in Europa secondo il ranking stilato dalla UEFA.

## Storia
Nel 1973, viste le crescenti richieste di fondare un regolare campionato di calcio riservato alle sole formazioni femminili, la federazione calcistica svedese (SvFF) decise di istituire il primo torneo nazionale di categoria. L'originaria formula prevedeva un torneo a eliminazione diretta, tuttavia nel 1988 la federazione svedese decise di rivoluzionare il campionato, adottando la formula del girone all'italiana, allargando a dodici le squadre partecipanti e cambiandone la denominazione ufficiale in Damallsvenskan.
Dal 2013 è stato introdotto la formula delle retrocessioni che prevede le due ultime squadre classificate nel torneo scendere al livello inferiore, l'Elitettan, con altrettante formazioni provenienti dal secondo livello classificatesi prima e seconda.
Negli anni la Damallsvenskan crebbe la propria importanza e visibilità a livello internazionale assumendo una posizione di rilievo tra i vari tornei nazionali e richiamando investimenti e atlete significative nelle loro formazioni nazionali, tra le altre le brasiliane Marta e Daniela, la tedesca Nadine Angerer, l'australiana Lisa De Vanna e la statunitense Hope Solo.

## Formato
La formula del campionato è un girone all'italiana di 12 squadre con 11 gare di andata e 11 di ritorno per un totale di 22 giornate, con apertura ad aprile e conclusione ad ottobre. Il sistema di assegnazione del punteggio prevede 3 punti per la squadra vincitrice dell'incontro, 1 punto a testa in caso di pareggio e nessun punto per la squadra sconfitta. Le prime due classificate accedono alla UEFA Women's Champions League della stagione successiva. Le ultime due squadre classificate retrocedono in Elitettan.

## Le squadre
Sono 44 le squadre ad aver partecipato alle 35 stagioni di Damallsvenskan disputate dal 1988 al 2024 (in grassetto le squadre militanti nella stagione 2024):
- 37 volte: Rosengård (1988-2006 Malmö FF, 2007-13 LdB FC Malmö)
- 31 volte: Hammarby
- 29 volte: Djurgården (2003-06 Djurgården/Älvsjö), Häcken (2005-20 Kopparbergs/Göteborg)
- 26 volte: Kristianstads DFF (1990-98 Wä IF, 1999-2001 Kristianstad/Wä DFF)
- 23 volte: Linköping (1998-2002 BK Kenty)
- 22 volte: Sunnanå SK, Umeå IK
- 21 volte: KIF Örebro (2003-04 Karlslunds IF)
- 17 volte: Jitex BK (1988-92 e 2006-13 Jitex BK, 1993-97 Jitex BK/JG 93)
- 14 volte: Mallbackens IF Sunne, Piteå IF
- 13 volte: AIK, Vittsjö GIK
- 12 volte: Bälinge
- 11 volte: Älvsjö AIK, Gideonsbergs IF, Öxabäck/Mark IF (1988-90 Öxabäcks IF)
- 9 volte: Eskilstuna United, Tyresö FF
- 7 volte: Östers IF
- 6 volte: Växjö DFF
- 5 volte: GAIS
- 3 volte: Brommapojkarna, IFK Kalmar, Limhamn Bunkeflo, Mariestads BoIS, Strömsbro IF, QBIK, Stattena IF
- 2 volte: BK Astrio, IF Trion, IFK Norrköping, IK Brage, Kvarnsvedens IK, Lindsdals IF, Själevads IK, Sundsvalls DFF, Trollhättans IF
- 1 volta: Alviks IK, Dalhem IF, Dalsjöfor, Falköpings KIK, Holmalunds IF Alingsås, IK Uppsala, IFK Lidingö, Kungsbacka DFF, Lotorps IF, Ornäs BK, Sundbybergs IK, Trelleborg, Umeå Södra, Västerås BK 30

## Albo d'oro
Fonte: Sito ufficiale
- 1973: Öxabäcks IF
- 1974: Jitex BK
- 1975: Öxabäcks IF
- 1976: Jitex BK
- 1977: Jakobsbergs GoIF
- 1978: Öxabäcks IF
- 1979: Jitex BK
- 1980: Sunnanå SK
- 1981: Jitex BK
- 1982: Sunnanå SK
- 1983: Öxabäcks IF
- 1984: Jitex BK
- 1985: Hammarby
- 1986: Malmö FF
- 1987: Öxabäcks IF
- 1988: Öxabäcks IF
- 1989: Jitex BK
- 1990: Malmö FF
- 1991: Malmö FF
- 1992: Gideonsbergs IF
- 1993: Malmö FF
- 1994: Malmö FF
- 1995: Älvsjö AIK
- 1996: Älvsjö AIK
- 1997: Älvsjö AIK
- 1998: Älvsjö AIK
- 1999: Älvsjö AIK
- 2000: Umeå IK
- 2001: Umeå IK
- 2002: Umeå IK
- 2003: Djurgården/Älvsjö
- 2004: Djurgården/Älvsjö
- 2005: Umeå IK
- 2006: Umeå IK
- 2007: Umeå IK
- 2008: Umeå IK
- 2009: Linköping
- 2010: LdB FC Malmö
- 2011: LdB FC Malmö
- 2012: Tyresö FF
- 2013: LdB FC Malmö
- 2014: Rosengård
- 2015: Rosengård
- 2016: Linköping
- 2017: Linköping
- 2018: Piteå IF
- 2019: Rosengård
- 2020: Kopparbergs/Göteborg
- 2021: Rosengård
- 2022: Rosengård
- 2023: Hammarby
- 2024: Rosengård

Nota: Il Malmö FF mutò il nome in Lait de Beauté Football Club Malmö (LdB FC Malmö) nel 2007, quindi in FC Rosengård nel dicembre 2013.

## Statistiche

### Vittorie per squadra
| Club                 | Città      | Vittorie | Anni                                                                               |
| -------------------- | ---------- | -------- | ---------------------------------------------------------------------------------- |
| Rosengård            | Malmö      | 14       | 1986, 1990, 1991, 1993, 1994, 2010, 2011, 2013, 2014, 2015, 2019, 2021, 2022, 2024 |
| Umeå IK              | Umeå       | 7        | 2000, 2001, 2002, 2005, 2006, 2007, 2008                                           |
| Jitex BK             | Mölndal    | 6        | 1974, 1976, 1979, 1981, 1984, 1989                                                 |
| Öxabäcks IF          | Mark       | 6        | 1973, 1975, 1978, 1983, 1987, 1988                                                 |
| Älvsjö AIK           | Stoccolma  | 5        | 1995, 1996, 1997, 1998, 1999                                                       |
| Linköpings FC        | Linköping  | 3        | 2009, 2016, 2017                                                                   |
| Djurgården/Älvsjö    | Stoccolma  | 2        | 2003, 2004                                                                         |
| Hammarby             | Stoccolma  | 2        | 1985, 2023                                                                         |
| Sunnanå SK           | Skellefteå | 2        | 1980, 1982                                                                         |
| Gideonsbergs IF      | Västerås   | 1        | 1992                                                                               |
| Jakobsbergs GoIF     | Jakobsberg | 1        | 1977                                                                               |
| Tyresö FF            | Tyresö     | 1        | 2012                                                                               |
| Piteå IF             | Piteå      | 1        | 2018                                                                               |
| Kopparbergs/Göteborg | Göteborg   | 1        | 2020                                                                               |

### Capocannonieri
Fonte: Sito ufficiale
| Anno | Giocatrice                            | Squadra                        | Reti |
| ---- | ------------------------------------- | ------------------------------ | ---- |
| 1982 | Pia Sundhage                          | Öster                          | 30   |
| 1983 | Pia Sundhage                          | Öster                          | 35   |
| 1984 | Lena Videkull                         | Trollhättans IF                | 19   |
| 1985 | Anette Nilsson                        | Hammarby                       | 22   |
| 1986 | Gunilla Axén                          | Gideonsbergs IF                | 22   |
| 1987 | Eva-Lotta Carlsson                    | Dalhems IF                     | 28   |
| 1988 | Lena Videkull                         | Öxabäck/Mark IF                | 24   |
| 1989 | Eleonor Hultin                        | Jitex BK                       | 25   |
| 1990 | Lena Videkull                         | Malmö FF                       | 21   |
| 1991 | Lena Videkull                         | Malmö FF                       | 28   |
| 1992 | Anneli Andelén                        | Öxabäck/Mark IF                | 26   |
| 1993 | Anneli Andelén                        | Öxabäck/Mark IF                | 29   |
| 1994 | Anneli Andelén                        | Öxabäck/Mark IF                | 33   |
| 1995 | Annelie Wahlgren                      | Bälinge                        | 27   |
| 1996 | Lena Videkull                         | Malmö FF                       | 23   |
| 1997 | Annelie Wahlgren Lena Videkull        | Bälinge Malmö FF               | 22   |
| 1998 | Victoria Svensson                     | Älvsjö AIK                     | 32   |
| 1999 | Luiza Pendyk                          | Malmö FF                       | 29   |
| 2000 | Luiza Pendyk                          | Malmö FF                       | 25   |
| 2001 | Victoria Svensson                     | Älvsjö AIK                     | 34   |
| 2002 | Hanna Ljungberg                       | Umeå IK                        | 39   |
| 2003 | Victoria Svensson                     | Djurgården/Älvsjö              | 23   |
| 2004 | Laura Kalmari Marta                   | Umeå IK                        | 22   |
| 2005 | Therese Lundin Marta                  | Malmö FF Umeå IK               | 21   |
| 2006 | Lotta Schelin                         | Kopparbergs/Göteborg           | 21   |
| 2007 | Lotta Schelin                         | Kopparbergs/Göteborg           | 26   |
| 2008 | Marta Manon Melis                     | Umeå IK LdB FC Malmö           | 23   |
| 2009 | Linnea Liljegärd                      | Kopparbergs/Göteborg           | 22   |
| 2010 | Manon Melis                           | LdB FC Malmö                   | 25   |
| 2011 | Margrét Lára Viðarsdóttir Manon Melis | Kristianstads DFF LdB FC Malmö | 16   |
| 2012 | Anja Mittag                           | LdB FC Malmö                   | 21   |
| 2013 | Christen Press                        | Tyresö                         | 23   |
| 2014 | Anja Mittag                           | Rosengård                      | 21   |
| 2015 | Gaëlle Enganamouit                    | Eskilstuna United              | 18   |
| 2016 | Pernille Harder                       | Linköping                      | 23   |
| 2017 | Tabitha Chawinga                      | Kvarnsvedens IK                | 26   |
| 2018 | Anja Mittag                           | Rosengård                      | 17   |
| 2019 | Anna Anvegård                         | Rosengård                      | 14   |
| 2020 | Anna Anvegård                         | Rosengård                      | 16   |
| 2021 | Stina Blackstenius                    | Häcken                         | 17   |
| 2022 | Amalie Vangsgaard                     | Linköping                      | 22   |
| 2023 | Cathinka Tandberg                     | Linköping                      | 19   |
| 2024 | Momoko Tanikawa                       | Rosengård                      | 16   |